# غاري وارد
غاري وارد (بالإنجليزية: Gary Ward)‏ هو مدرب كرة سلة أمريكي، ولد في 9 سبتمبر 1940.